# 露西尔·鲍尔
露西尔·戴泽蕾·鲍尔（Lucille Désirée Ball，1911年8月6日—1989年4月26日）是美国著名的喜剧女演员，在她的一生中，她一直活跃在电影、电视、舞台、电台等各种媒体上，成为了美国文化一个时代的象征。她的一些经典作品如《我爱露西》、《露西戴西喜剧时间》、《露西秀》等至今还时常出现在银幕之上，给观众们带来欢声笑语。

在露西尔的一生中，她成为了美国最受欢迎、最具影响力的演员之一，同时也是好莱坞生涯最长的演员之一。露西尔在1930年代就开始了她在电视上的表演生涯，她在1940年代不仅是一名电台表演员，同时还成为了一名B級片明星。到了1950年代，露西尔成为了一名电视明星，直到1970年代她都还一直在制作电影。1962年，露西尔·鲍尔成为了第一个经营电视音像公司的女性。她的公司—德西路制片厂，创作了许多流行一时的电视系列节目。
露西尔曾十三次获得艾美奖（Emmy Award）提名，获奖四次，在1979年金球奖颁奖典礼上获“西塞尔·B·德米尔”奖，在1986年肯尼迪中心艺术表演大奖颁奖典礼上获终身成就奖"，于1989年由电视电影学会（ATAS）颁发州长奖，并且露西尔在1999年被《时代》杂志评为20世纪最具影响力的100人之一。 
1929年，露西尔开始了她的第一份工作—模特，不久之后，她就在百老汇开始了她的表演生涯。她当时的艺名是“丹尼·贝尔蒙”。30年代，她与雷电华电影公司（RKO）签约，参演了很多小角色。因为在B级片中有过许多角色，露西尔被称为"B-movie天后"。1951年，露西尔主演了电视连续剧系列《我爱露西》，这部电视剧一直延续到了1957年，共计180集。在这之后，节目形式有了一些调整：节目时间从30分钟延长到了60分钟；加入了一些新的角色；剧情有了一些改变。新的节目被命名为《露西-戴西喜剧时间》重新登上银屏，播放了三季（1957—1960）和13集。露西尔在她接下来的《露西秀》、《露西在这里》 等电视系列中继续了她的辉煌。她的最后一次电视节目演出的尝试是在1986年的《和露西在一起的日子》中，在摄制了13集、播出了8集之后，不幸因为露西的逝去而终止。
露西尔在1940年与古巴乐队领舞戴西·阿纳兹相识并与之私奔。1951年7月17日，将近40岁的露西尔生下了她的第一个孩子—露西·戴茜丽·阿纳兹。一年半之后，露西与戴西又有了他们的第二个孩子—戴西德里奥·阿尔伯托·阿纳兹（以“戴西·阿纳兹”出名）。露西尔·鲍尔和戴西·阿纳兹于1960年5月4日离婚。
1989年4月26日，露西尔死于夹层动脉瘤，享年77岁，至此时她已与她的第二任丈夫—盖里·莫顿结婚27年。

## 生平

### 早年生活
露西尔出生在詹姆斯镇，纽约，她的父母是亨利·杜雷尔·鲍尔（1886.09.16-1915.02.19）与的希瑞·“德德”·伊夫林·亨特（1892.09.21 – 1977.07.29）。虽然露西尔在纽约的詹姆斯镇出生，但她有时声称出生在蒙大拿的比尤特。3岁时，露西尔一家搬到了蒙大拿州的安娜康达然后又到密歇根州的怀恩多特。露西尔一家是浸信会成员，她的父亲是苏格兰血统，她的母亲有着英格兰和法国和爱尔兰血统。露西尔的族谱可以追溯到殖民地最早的一批定居者。

露西尔的父亲因为其在贝尔电话公司的一名接线员的工作，经常有调动。因此在露西尔出生后的三年里，他们家搬迁了很多次：从詹姆斯镇到安娜康达，再到特伦顿。当德德·鲍尔怀上第二个孩子弗雷德里克时，亨利.鲍尔因感染伤寒死于1915年2月。露西尔对于父亲死亡那天留下的回忆很少，只有一副画坠落的片段和一只困在房子里的鸟。从那以后，露西尔患上了严重的恐鸟症。
父亲死后，露西尔和她的弟弟弗雷德·亨利·鲍尔(1915.07.17-2007.02.05）由母亲和爷爷奶奶在纽约的塞洛龙——一座位于詹姆斯镇西部的度假村抚养。露西尔的祖父弗雷德·亨特是是个喜欢看戏的古怪的人。他经常带家人去看歌舞杂技表演，并鼓励幼小露西在学校的戏中参演。在她的父亲去世四年后，露西尔的母亲德德再婚了。不久之后，露西尔继父爱德华·彼得森和和她的母亲去了另一个城市找工作，便由爱德华的父母照顾露西尔。露西尔的新监护人是同为清教徒的一对瑞典夫妻，他们把房子中除了卫生间水槽上的镜子之外的所有镜子都给移除了。当年轻的露西尔在欣赏自己时被抓住，便会因她的”虚荣“而要受严厉惩罚。这段时间的经历深深地影响了露西尔，后来她声称这样的生活持续了7、8年，但是实际上，可能少于1年。德德再婚的为露西尔带来的一个好处是，爱德华是友爱结社的人。当他的组织在下一场表演需要女艺人合唱时，他鼓励十二岁的继女儿去面试。当露西尔登上舞台的那一刻，她意识到，这是一个棒极了的的方法去获得赞扬与肯定。于是，在露西尔很小的时候，露西尔获得肯定的渴望就开始觉醒了。1927年，露西尔在祖父的监护下下意外地射击了邻居家的男孩，在法律裁决下他们失去了房子和家具。于是全家不得不搬到了詹姆斯镇的小公寓。

### 青年时期和早期生涯
1925年，年仅14岁的露西尔开始与21岁的邻居约翰尼·维达约会。露西尔的母亲德德对他们的关系不太赞同，但是她又不能强行让露西尔结束这段关系。她认为这段关系只不过是持续几周的浪漫罢了，但事与愿违。一年之后，德德试图利用露西尔对进入演艺圈的渴望来把他们分开。尽管家庭条件并不宽裕，德德将露西尔送到纽约的 约翰·默里·安德森学院 （页面存档备份，存于） 学习戏剧艺术，在那里露西尔遇到了 贝蒂·戴维斯。露西尔日后提起了她的这段经历时，说：“我在戏剧学校里学到的所有东西就是如何被吓坏。” 
露西尔决定要证明她老师是错误的，于是她在1928年回到了纽约，在她任过的许多份工作中包括给 哈蒂·卡内基 （页面存档备份，存于） 做时装模特。在露西尔的职业生涯正蒸蒸日上时，露西尔却因为风湿热、 类风湿性关节炎和一些未知的疾病两年没有工作。1932年，露西尔搬回了纽约以重新追求她的明星梦。她得到了卡内基的支持，继续为他工作了一段时间，然后成为了“切斯特菲尔德香烟 （页面存档备份，存于） 女孩”。她还在百老汇的合唱团以“丹尼·贝尔蒙”的艺名工作了一段时间，但是没有做很久。露西尔应聘了一些工作然后很快又被解聘，包括参演剧院经理人 厄尔·卡罗尔 （页面存档备份，存于） 的《浮华》及在 里约·丽塔 （页面存档备份，存于） 旅游公司的工作等。

### 好莱坞生涯

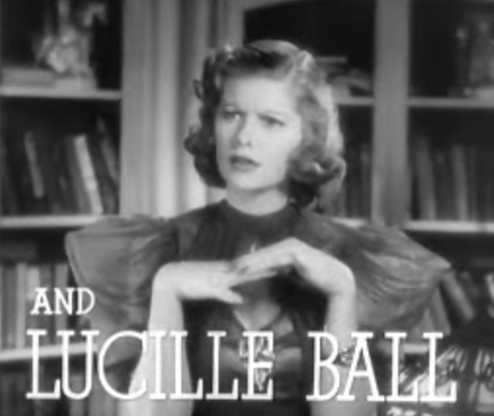
露西尔在《摘星梦难圆 》（Stage Door,1937）预告片中的银幕形象

在《罗马丑闻 （页面存档备份，存于）》（Roman Scandals,1933）中出演了不受好评的 高尔温女郎 （页面存档备份，存于） 之一后，露西尔在好莱坞定居，并正式登上荧幕。30年代，作为雷电华电影公司（RKO）的签约演员，露西尔在许多电影里饰演小角色，这其中包括与“活宝三人组”合作的两盘喜剧短片《三只小猪 （页面存档备份，存于）》（Three Little Pigskins,1934），以及与马克思兄弟合作的电影《客房服务 （页面存档备份，存于）》（Room Service,1938）。同时，露西尔也在弗雷德·阿斯泰尔和琴吉·罗杰斯主演的电影《罗伯塔 （页面存档备份，存于）》（Roberta,1935）中饰演一名模特，在《礼帽 （页面存档备份，存于）》（Top Hat,1935）中饰演卖花女，并在另一部阿斯泰尔—罗杰斯电影《海上恋舞》（Follow the Fleet，1936）) 的开头部分出演配角。琴吉·罗杰斯(Ginger Rogers)是露西尔的远房表姐,两姐妹与凯瑟琳·赫本联合出演了热门电影《摘星梦难圆 （页面存档备份，存于）》（Stage Door,1937）,并在其中分别饰演有抱负的女演员。
1936，露西尔获得了可能将她引向百老汇之路的角色—出演 巴特利·科马克 （页面存档备份，存于） 创作的以好莱坞复式公寓为背景的喜剧《嘿，迪德尔》(Hey Diddle Diddle)。该剧于1937年1月21日在新泽西普林斯顿首演，露西尔在其中饰演朱莉·塔克——住在好莱坞公寓的三个女孩之一；她们想尽各种方法与神经质的导演、糊涂的主管、阻碍女孩们事业发展的贪婪的明星们对抗。该剧赢得了广泛好评，但同时在演员方面却出现了问题：男演员 康威·蒂尔 （页面存档备份，存于） 健康状况不佳,科马克希望替换掉他，但制片人 安妮·尼尔克斯 （页面存档备份，存于） 却认为问题出在角色身上，并坚持对部分剧本进行改写和重塑。科马克和尼尔克斯无法达成共识；因此，尽管该剧拟定于百老汇 范德堡剧院 （页面存档备份，存于） 上演，却因蒂尔突然病重，剧团被迫仅在华盛顿公演一周后解散。40年代，露西尔与米高梅电影公司签约，但在电影方面并未取得太多成就。 
在好莱坞圈内，露西尔被称为“B-movie天后" ——这一称号之前属于 费伊·雷 （页面存档备份，存于）。她主演了一系列B级片,如《五人逃生》（Five Came Back，1939）。像许多崭露头角的青年演员一样， 露西尔同时做广播工作，以获得额外收入和增强知名度。1937年，露西尔成为《菲尔·贝克尔 （页面存档备份，存于） 秀》（The Phil Baker Show）的固定主持。在该节目于1938年结束播放后，露西尔加入了由后来在《绿野仙踪》中出演“铁皮人”的 杰克·哈利 （页面存档备份，存于） 领衔的《奇迹秀》(The Wonder Show）剧组。就在这里，露西尔开始了与剧组播音员 盖尔·高登 （页面存档备份，存于）(Gale Gordon)长达50年的职业合作关系。但《奇迹秀》仅仅持续了一季，其最后一集于1939年4月7日播出。 

1940年，露西尔在拍摄 罗杰斯和哈特 （页面存档备份，存于） 创作的热门舞台剧《姑娘成群 （页面存档备份，存于）》（Too Many Girls,1940）时，遇见了古巴出生的乐队领队 戴西·阿纳兹 （页面存档备份，存于）。第二天再次见面时，露西尔与阿纳兹很快确定了关系，并于同年私奔。阿纳兹在1942年被征兵到美国陆军，但由于膝盖伤势被安排做有限服务。阿纳兹因此留在了洛杉矶，组织并参与美国劳军联合会为从太平洋归来的美国士兵准备的慰问演出。同年,露西尔在《大街 （页面存档备份，存于）》（The Big Street，1942）中与亨利·方达上演对手戏，露西尔饰演一个瘫痪的夜总会歌女，方达饰演一个疯狂爱慕她的餐馆勤杂工。1943年，露西尔出演了电影《杜巴丽夫人 （页面存档备份，存于）》（DuBarry Was A Lady,1943)；为此，露西尔将自己天生的深发染红，这火焰般的红发后来成为她的荧幕标志。
1944年，露西尔提出了离婚申请，但就在拿到 中间裁决 （页面存档备份，存于） 后不久，她和阿纳兹又和解了。尽管仅相差6岁，但两人认为“姐弟恋”在当时难以被社会认可；因此，两人虚报年龄，均声称出生于1914年，但最后却被拆穿 。
1946年，露西尔主演了电影《情人归来 （页面存档备份，存于）》（Love Come Back,1946）。

### 孩子与婚姻状况
在1951年6月17日，也就是在露西尔·鲍尔40岁生日前的个月，经历过数次流产的她终于生下她的第一个孩子露西尔·戴泽雷·阿纳兹。一年半后，鲍尔生下了她第二个孩子戴西德里奥·阿尔伯托·阿纳兹（以“戴西·阿纳兹”出名）。当小阿纳兹出生的时候，《我爱露西》 在收视率上取得了极大的成功，鲍尔和阿纳兹将怀孕写入了演出中。（鲍尔自己生活中必要的和计划的剖腹产与她电视中扮演的人物生产是被安排在同一天）。当时这一情节受到了来自哥伦比亚广播公司（CBS）的众多质疑，他们坚持一个怀孕的妇女是不能在电视中出现的，怀孕这个单词也不能够被广播。在几个宗教界人士的批准后，网络允许怀孕故事情节，但是坚持要使用单词“希望”而不是“怀孕”（当阿纳兹故意将其误读为“利高霉素spectin”的时候忍俊不禁）。这一集的官方名称是“露西怀孕了/ Lucy Is Enceinte”借用了法语中的怀孕单词。然而，连续剧名称从不在演出中显示出来。1953年1月，小阿纳兹的出生令露西尔第一次登上了《电视指南》的封面。 
鲍尔直言不讳反对小戴西·阿纳兹与莱莎·明奈利的关系。当谈到莱莎明奈利与她儿子交往，总会引用她的话“我很想念莱莎，但你不能驯服莱莎” 。她在商业中的亲密好友包括姜罗杰斯，维维安·万，玛丽·威克斯和卡罗尔·库克。 
在1956年10月，鲍尔，维维安·万，德西·阿纳兹和威廉·弗劳利都出席美国国家广播公司（NBC）的鲍勃·霍普特殊节目，包括《我爱露西》的恶搞，这是唯一一次机会可以让所有四个明星一起出镜的彩色电视节目。 
20 世纪50年代末，德西路制片公司已经成为了一个大公司，这给鲍尔和阿纳兹都造成极大的压力。阿纳兹开始酗酒，最终导致了问题。在1960年3月4日，距离拍摄完《露西-戴西喜剧时间》最后一集仅仅2月的时间，这对夫妇离婚了。直到1986年阿纳兹死亡，阿纳兹和鲍尔一直保持着朋友的关系而且对彼此评价都很好，很怀念对方。露西尔真实生活中的离婚间接为她后来的电视剧生涯找明了方向，她总是出演一名单亲母亲的角色。 
第二年，鲍尔在百老汇与保拉·斯图尔特联合主演一部音乐剧《野猫 （页面存档备份，存于）》 。那标志着露西与保拉·斯图尔特间30年亲密友情关系的开始，斯图尔特也介绍给她她的第二任丈夫加里·莫顿，他是一名波希特带单口喜剧家，比鲍尔年轻13岁。据鲍尔所说，莫顿声称因为他繁忙的工作日程计划，他从没看过《我爱露西》的任何一集。鲍尔立即将莫顿安顿在她自己的制作公司，教他电视行业有关信息，最终提升他为制片人。莫顿偶尔也在鲍尔各种各样的电视剧中出演一些小角色。

### 后期生涯
1960 年百老汇音乐剧《野猫》很早就结束了它的上演，因为鲍尔病的很重不能再在演出中坚持下去。这场演出是她著名的歌《嗨，看着我》的来源，她和保拉·斯图尔特共同出演在 埃德沙利文节目 （页面存档备份，存于） 中。她制作了一些电影包括《欢乐满堂 （页面存档备份，存于）》（1968），还有音乐电影片《曼恩 （页面存档备份，存于）》（1974），还有2个成功的哥伦比亚广播公司长期上演的情景喜剧：《露西秀》（1962-68），鲍尔和维维安·万、加尔·瓦登联合主演；《露西在这儿》（1968-74），瓦登再一次主演，还有露西现实生活中的孩子们，露西·阿纳兹和戴西·阿纳兹。鲍尔在1974年的“卡维特 （页面存档备份，存于）”演出中公开露面并且谈及她的历史往事和与阿纳兹的生活。她透露她对其他演员们的感受同时表达她对阿纳兹的爱。她继续说，成功对于她生活就是“摆脱错误的事情，取而代之做正确的事”，谈及她与阿纳兹的离婚和与莫顿的结婚。
在采访中鲍尔也透露发生在她身上最奇怪的事情就是在她牙齿治疗工作结束后牙齿中还有铅基的填充物，她的脑海中开始听到广播电台的声音。她解释说有一天晚上从演播室回家，当她经过一个地方的时候，她听到她认为是莫尔斯电报电码或者轻敲的声音。她陈述说“当我倒退回去的时候声音更响了。第二天，我向有关部门报告这件事，经过调查后，他们发现一个埋藏在那儿的日本无线电广播发射机而且活跃地发送电码到日本”。最非凡的学说解释牙科用的填充物能够接受到无线电信号的现象被测试最终在30年后的“谣言终结者”电视演出中被揭露。
鲍尔最初被法兰克·辛纳屈考虑担任“满洲候选人”电影中艾瑟琳女士的角色。然而导演/制片人约翰·弗兰克海默，曾在《一切臣服》电影中与担任一名母亲角色的安吉拉·兰斯伯瑞共事，坚持让她扮演这个角色。
20世纪80年代中期，露西尔试图复兴她的电视事业。在1982年，鲍尔主持两部分的《三人行》回顾展，展示来自展出前5个季节的剪辑，总结值得纪念的故事情节以及评价表达她对演出的爱。一部1985年引人注目的被制作成电视的电影有关于一位年迈的无家可归的妇女，《石头枕》，得到的评价不一。她1986年情景喜剧《和露西在一起的日子》，由与她一生的搭档加尔·瓦登联合主演，鲍尔、加里·莫顿联合制作，还有多产的制做人（早期为演员）艾伦·斯班林，但是其运行不到2个月就被美国广播公司给取消了。这部电视剧的失败据说导致鲍尔进入了萧条期，除了一些杂项奖项仪式出席，她在她生命中最后几年远离了大众的视线。她最后一次公开露面，就在她死前一个月，是在1989年奥斯卡金像奖电视广播，其中她与她的伙伴发言人鲍勃·霍普受到热烈欢迎。

### 死亡
在1989年4月18日，鲍尔正在比弗利山庄她的家，突然她抱怨胸疼。随即一辆救护车被叫来，她被紧急送往悉达斯西奈医疗中心的急诊室。她被诊断为患有夹层主动脉瘤，经历心脏手术将近8个小时，获得来自一名27岁男性捐赠者的主动脉。手术很成功，鲍尔开始恢复的很快，甚至她在几乎没有帮助情况下就能在她的房间走动。在4月26日，黎明不久之后，鲍尔醒来，背部特别疼痛。她的主动脉在另一位点再次破裂，鲍尔很快失去了意识。所有的尝试试图使她苏醒都没有成功，她在大约凌晨5点47分去世。她一生活了77年。她的骨灰最初埋在 森林草坪公墓 （页面存档备份，存于）——在洛杉矶的好莱坞山墓地，但是在2002年她的孩子们转移她的遗体到湖景墓地的家族产业处，在纽约的詹姆斯敦，鲍尔的父母、兄弟、祖父母埋葬的地方。

## 《我爱露西》与德西路制片厂

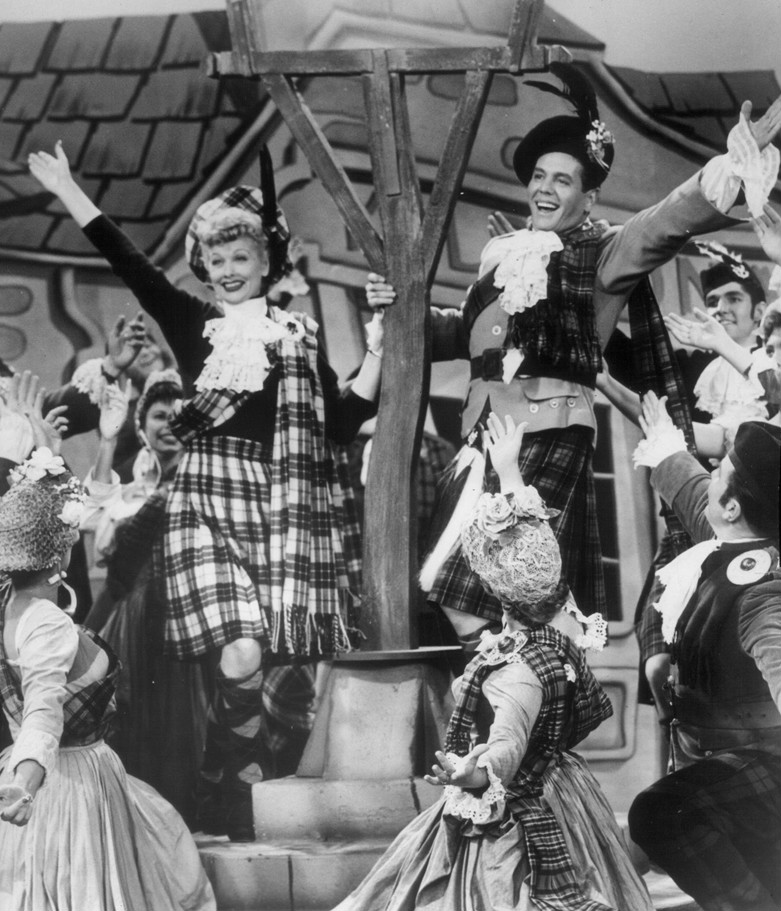
《露西去苏格兰》中的一个场景, 1956

1948年，露西尔在哥伦比亚电台（CBS）的《我最爱的丈夫》节目中扮演了一位名为利兹·库加特（后被称为“库伯”）的性情古怪的妻子。这个节目取得了巨大的成功，哥伦比亚电台希望她能把它翻拍成电视剧。露西欣然接受了这个提议，但是坚持继续和戴西·阿纳兹工作。哥伦比亚的主管对此表示了很大的不满，认为广大群众不能接受一名典型的美国红发女人和一个古巴男人成为一对夫妇。哥伦比亚最初并不看好这对夫妇的戴西路制片厂出品的飞行员系列短剧，因此他们借鉴了路边杂耍表演并表现在“露西”这个家庭主妇身上。这个节目引起了震动，哥伦比亚终于把《我爱露西》排上了他们的日程。《我爱露西》并不仅仅是露西尔·鲍尔的成名快车，同样也是露西尔为挽回长时间因工作而分隔两地的她与阿纳兹婚姻所做出的努力。

从这时开始，露西尔创造了一个属于她的收视王朝，并且得到了好几个“第一”。露西尔是第一个制片公司的女总裁，即她与戴西一同创建的德西路制片公司。露西尔在离婚后买下了戴西的公司股份，并且令公司得到了很好的发展，德西路制片公司在《我爱露西》中率先使用的很多方法如今仍然在电影和电视节目制作中经常使用。这段时间里，露西尔还在布兰迪-巴丁研究院教了32周的喜剧制作与表演，她曾说过这样的一句话：“你不能教一个人有喜感：他有就是有，没有就是没有。”

当《我爱露西》首映的时候，从纽约一直到中部几乎所有的频道都在直播，并且并录下来随后在西海岸的地区播出。因为录像总是需要胶卷，所以西海岸的广播公司的发展总是不如其他地区的公司。露西尔和戴西希望能呆在他们在洛杉矶的家，但是因为东西部的时差使其不可能实现。洛杉矶白天的大部分时间段对于东部来说都是深夜，所以这样会使得大部分的电视观众不得不晚一天才能看到节目。

因为不想在东海岸的主要市场播出晚了一天的节目以及在拍摄、制作、编辑等过程中的额外费用，节目赞助人菲利普·莫里斯给露西尔夫妇施加压力，希望他们能搬去纽约市，露西尔和戴西同意削减赞助以保持他们的话语权。在首映之后，哥伦比亚电台将这个节目重新过渡给了德西路制片厂，完全没有意识到他们放弃的是一笔多么巨大的财富。德西路制片厂通过《我爱露西》获得了成百上千万的收益，他们通过企业联合来重复放映的方式已经成了如今电视产业增加节目收益的教科书式的方法。在当时，重播的概念还没有人提出，他们抱有这样的疑问：谁会把一个节目看第二遍呢？ 事实上，在无数美剧昙花一现的流行中，《我爱露西》自播出以来从来没有停止过重播，在半个世纪中全世界上亿的观众都看过《我爱露西》。露西尔和戴西的这成功一搏，给接下来数十年的从纽约到好莱坞的节目制作都提供了相当的借鉴作用。

德西路制片厂聘请了著名的德国摄影师及导演卡尔·弗洛德作为他们的摄影指导。弗洛德曾经为 F.W.穆瑙 （页面存档备份，存于） 和 弗里茨·朗 （页面存档备份，存于） 工作过，拍摄了《大都市》（1927）的部分场景和贝拉·卢戈西主演的最早版本的《德库拉》（1931），并且导演了一系列的好莱坞电影包括波里斯·卡罗弗主演的《木乃伊》（1932）。弗洛德使用的一种三台摄像机的拍摄配置现在已经成了拍摄情景喜剧的标准配置。在直播喜剧中同时拍摄长距镜头，中距镜头以及近距特写需要精密的控制、娴熟的技巧以及编舞能力。使用其他不正规的拍摄技术，需要用色斑去掩盖不合适的阴影以及光斑。弗洛德同样首创了“平光摄影法”，即通过不间断大范围的光线照射来消除阴影。

《我爱露西》在几乎整个播出的时间里，都主宰了每周一期类节目的收视率。在《露西跳探戈》这一集中，露西和里基联系探戈的场景创造了《我爱露西》历史上最长的笑声记录。这笑声是如此的长，以致于音频编辑不得不将这一段的笑声剪去了一半。忙于紧张的彩排和来自于戴西路制片厂的各种事务的露西尔夫妇甚至都没有意识到他们的成功。在《我爱露西》的断档期间，他们一起主演了故事片文森特·明柰利的《蜜月花车 （页面存档备份，存于）》（1954）和亚历山大·霍尔的《永远，亲爱的 （页面存档备份，存于）》（1956）。

德西路制片厂还出版了其他一些流行一时的电视节目和电影，尤其是 《我们的布鲁克斯老师》系列（让露西尔1937年的《摘星梦难圆 （页面存档备份，存于）》中的合作者伊芙·阿登成名一时）、《铁面无私 （页面存档备份，存于）》系列、《星际迷航》系列、《碟中谍》系列。其他的许多节目如《我的三个儿子 （页面存档备份，存于）》十二季中的前七季，谢尔顿·伦纳德的许多作品如《让爸爸有所依 （页面存档备份，存于）》、《迪克·凡·戴科秀 （页面存档备份，存于）》、《安迪·格里菲斯秀 （页面存档备份，存于）》、《我是间谍 （页面存档备份，存于）》等都出自德西路制片厂。德西路制片厂最终于1967年被派拉蒙电影公司吞并。

## 遗产与后世的认同
在露西尔的一生中，她得到了很多荣誉和奖项，也包括一些她去世之后获得的荣誉比如总统乔治·布什为她颁布了总统自由勋章（1989.06.06） 和国际女性中心的文化遗产奖。在露西尔的故乡詹姆斯镇有一座“露西尔·鲍尔-戴西·阿纳兹博物馆 （页面存档备份，存于）”，为了纪念她，“玲珑剧院”被重命名为“露西尔·鲍尔玲珑剧院”。露西尔同样也是《时代》杂志所评选出来的20世纪时代百人之一。

2001年8月6日，为纪念露西尔的90岁生日，美国邮政服务 （页面存档备份，存于） 给她颁发了纪念邮票“好莱坞传奇系列”。自从1953年露西尔与她的儿子戴西·阿纳兹的合影第一次登上封面，露西尔在《电视导读》的杂志封面上出现过39次，比任何人都多。
《电视导读》杂志通过投票把露西尔·鲍尔评为了“有史以来最伟大的明星”，她的代表作《我爱露西》被评为了“有史以来第二成功的电视系列”，仅次于《宋飞正传》。因为对自由与女权的推崇，露西尔被列入了"美国女性名人堂 （页面存档备份，存于）"。2007年，在第5届“电视之州 （页面存档备份，存于）"颁奖典礼上,露西尔获得了“笑声遗产奖”。《我爱露西》被《名人堂》杂志评为“最佳电视剧”。

2011年8月6日，也是露西尔的百年诞辰，谷歌在他们的主页上用互动涂鸦来纪念露西尔，这涂鸦展示了《我爱露西》中的6个经典镜头。在同一天，915个与露西尔相像的人一同相聚到了露西尔的故乡-约翰镇来庆贺这一天，创造了此类聚会的世界纪录。

1960年2月8日，在好莱坞星光大道上露西尔获得了两项“明星奖”—“动画电影贡献奖”于6436好莱坞大道和“电视剧贡献奖”于6100好莱坞大道。

### 引用
1. ↑  .   [2012-04-09]. （原始内容存档于2012-11-06）.
2. ↑  Lucille Ball Certificate of Death （页面存档备份，存于）. Find a Grave. 2012-04-09.
3. ↑  ^ "Lucille Ball Bio" 的存檔，存档日期2008-05-24.. tv.com. 摘录于 2008-04-02. "Lucille Ball is one of the worlds favorite actresses"
4. ↑  "Arnaz Quits Presidency Of Desilu; Former Wife, Lucille Ball, Gets Post," Wall Street Journal, Nov. 9, 1962, p. 18.
5. ↑  ^ "Lucille Ball – Biography （页面存档备份，存于）". punoftheday.com. 摘录于 2012-04-09. "Ball wins four Emmys and nominated for a total of 13"
6. ↑  “the  Cecil B. DeMille Award” 的存檔，存档日期2011-06-28..摘录于 2012-04-09."1979 – LUCILLE BALL"
7. ↑  ^ "List of Kennedy Center Honorees 的存檔，存档日期2008-12-09.". Kennedy-center.org. 摘录于 2012-04-09.
8. ↑  "Hall of Fame Archives: Inductees 的存檔，存档日期2009-12-05.". Academy of Television Arts & Sciences. Retrieved 2012-04-09.
9. ↑  "TIME 100 Persons Of The Century （页面存档备份，存于）".摘录于 2012-04-09.
10. ↑  "Lucie Arnaz Filmography" 的存檔，存档日期2008-03-20.. Fandango. 摘自 2012-04-10
11. ↑  "Lucille Ball" （页面存档备份，存于）. Morbid Curiosity. 摘录于 2012-04-11. "Lucille Ball is recovering and dies"
12. ↑  'Sanders & Gilbert 1993', p. 216.
13. ↑  ^ Ball, Lucille (1997). Hoffman, Betty Hannah. ed. Love, Lucy. New York: Berkly. ISBN 978-0425177310. OCLC 52255505. pp. 168–169
14. ↑  ^ "Ancestry of Lucille Ball". Genealogy.com.摘录于 2012-04-16
15. ↑  在”迪克·加维特秀“上对露西尔·鲍尔的采访
16. ↑  Herringshaw, DeAnn (2011). Lucille Ball: Actress & Comedienne. Edina, MN: ABDO. ISBN 978-1-61787-664-6. pp. 17–19
17. ↑  Kanfer, Stefan (2003). Ball of Fire: The Tumultuous Life and Comic Art of Lucille Ball. New York: Alfred A. Knopf. ISBN 0-375-41315-4.
18. ↑  ^ "露西尔·鲍尔传". 世界人物传记全书. 摘自于 2008-04-05
19. ↑  Harris, Warren C (1991). Lucy and Desi: the legendary love story of television’s most famous couple. New York: Simon & Schuster. ISBN 978-0671747091.
20. ↑  Kanfer 2003, p. 205
21. ↑  Kanfer 2003, p. 30
22. ↑  ^ a b "Lucille Ball Trivia". NetGlimse.摘自于 2012-04-14.
23. ↑  Brady, Kathleen (2001). Lucille: the life of Lucille Ball. New York: Billboard Books.  ISBN 0-8230-8913-4. p. 33
24. ↑  ^ Kanfer 2003, p. 28
25. ↑  ^ "Lucille Ball at Hollywood.com". Hollywood.com. 摘自于 2012-04-12. "Lucille Ball's stage name"
26. ↑  "Lucille Ball" （页面存档备份，存于） Everything2.com. 摘录于2008-04-05. "Ball and Rogers are lifelong friends"
27. ↑  Brady 2001，第73–74頁.
28. ↑  Crouse, Richard J. . Toronto: ECW Press. 2003: 196. ISBN 1550225901. "Stage Door" gives Ball her big break
29. ↑  "The Wonder Show" – 1938 Radio Series – Starring Jack Haley, with Lucille Ball & Gale Gordon " （页面存档备份，存于） The Wonder Show.摘录于2008-04-09. "Lucy and The Wonder Show"
30. ↑  "Lucille Ball biography" 的存檔，存档日期2008-03-31. Essortment.com.摘录于2008-04-05. "Ball and Arnaz patch things up before divorce became final"
31. ↑  "Lucille Ball: Biography and Much More from Answers.com" （页面存档备份，存于） US Census Bureau. 摘录于2008-04-02. "Discrepancy in birthdates"
32. ↑  "Lover Come Back" （页面存档备份，存于） TCM. 摘录于2012-03-07.
33. ↑  ^ a b c "Lucie Arnaz Filmography". Fandango. 摘自于 2012-04-17
34. ↑  ^ "Celebrity Commercials in TV's Golden Age". Teletronic. 摘自于 2012-04-17.
35. ↑  ^ "Biography of Lucille Ball, famous TV clown" 的存檔，存档日期2012-03-25.. Clown Ministry. 摘自于 2012-04-17
36. ↑  ^ Kanfer 2003, pp. 35–37
37. ↑  ^ "Powell's Books – Review-a-Day – Ball of Fire: The Tumultuous Life and Comic Art of Lucille Ball by Stefan Kanfer" 的存檔，存档日期2003-10-03.. The New Republic Online. 摘自于 2012-04-17. "Ball's real life divorce makes it into her new shows as showing her as a single woman"
38. ↑  ^ Kanfer 2003, p. 94
39. ↑  Kanfer 2003, p. 103
40. ↑  Kanfer 2003, p. 220
41. ↑  "Brace Yourself". snopes.com. 5 August 2007.摘自于 2012-04-17.
42. ↑  ^ Frankenheimer's DVD audio commentary
43. ↑  ^ "TV Land March 2007 --To Be Continued Free Fridays; Three's Company 30th Anniversary – Sitcoms Online Message Boards" （页面存档备份，存于）. TV Land. 摘自于 2012-04-17. "Ball hosts Three's Company reflective"
44. ↑  "Life With Lucy （页面存档备份，存于）". TV Party. 摘自于 2012-04-17. ""Life With Lucy" turns out to be a flop
45. ↑  ^ Ball, Lucille. "Lucille Ball's Gravesite". Lucille Ball's Gravesite. The Lucy-Desi Center. 摘自于 2012-04-17 .
46. ↑  ^ Silver, Allison (2009-07-16). "Sotomayor: More 'Splainin' to Do" （页面存档备份，存于）. The Huffington Post. 摘录于 2010-06-18. "CBS executives originally did not want Ball, a sassy redhead, married to a Latino on the program"
47. ↑  ^ "American Masters "Lucille Ball: Finding Lucy" （页面存档备份，存于）. PBS. 摘录于 2012-04-10. "Ball first woman to head a major studio"
48. ↑  a b "Desi Arnaz" 的存檔，存档日期2011-09-25.. Clown Ministry. 摘录于 2008-04-02. "Arnaz revolutionizes television"
49. ↑  Karol 2004 （页面存档备份，存于）, 第201页.
50. ↑  ^ Gehring, Wes (2001). ""I Love Lucy" Turns 50 – Lucille Ball, Desi Arnaz, background info on influential, groundbreaking TV comedy". 摘自于 2012-04-11. "Arnaz did not want kinescope"
51. ↑  ^ "Sitcoms Online – I Love Lucy" （页面存档备份，存于）. sitcomsonline.com. 摘自于 2012-04-11. "I Love Lucy was the first show to introduce reruns""
52. ↑  ^ "Stars of the living room". Los Angeles Times. Archived from the original on 2008-06-06. 摘自于 2008-04-05. "Arnaz and Ball bring tv show to Los Angeles"
53. ↑  ^ Adir, Karin (2001). The Great Clowns of American Television (McFarland Classics). Jefferson, N.C: McFarland & Company. pp. 4–10. ISBN 0-7864-1303-4.
54. ↑  ^ Sanders & Gilbert 2001, pp. 72–81.
55. ↑  ^ Hofstede, David (2006). 5000 Episodes and No Commercials: The Ultimate Guide to TV Shows on DVD 2007. New York: Back Stage Books. p. 149. ISBN 0-8230-8456-6. "Longest laugh in television history"
56. ↑  ^ "NATION : Lucille Ball Gets Medal of Freedom （页面存档备份，存于）". Los Angeles Times. 1989-07-06. 摘录于 2011-05-22.
57. ↑  "Welcome to Women's International Center". Women's International Center.摘自于2012-04-14. "Living Legacy Award"
58. ↑  ^ "The Lucille Ball Little Theater of Jamestown, Inc. 的存檔，存档日期2004-02-19.". Designsmiths. 摘自于 2012-04-14. "Renaming of the "Little Theater" in Jamestown, New York"
59. ↑  ^ "TIME 100 – People of the Century" （页面存档备份，存于）. 《时代》杂志. 摘自于 2012-04-14.
60. ↑  "USPS – Stamp Release No. 01-057 – Legendary Hollywood Star Lucille Ball Honored on U.S. Postage Stamp". US Post Office. Archived from the original on 2008-01-19. 摘自于 2012-04-14. "Ball honored on a Postage Stamp"
61. ↑  ^ "Lucille Ball — Photos, Bio and News for Lucille Ball" （页面存档备份，存于）. TV Guide. 摘自于 2012-04-14. "Lucy appears on thirty-nine covers of TV guide"
62. ↑  ^ "T iVo Community Forums Archives – TV Guide's 50 Best Shows of All Time" 的存檔，存档日期2008-06-06.. TV Guide. 摘自于 2012-04-14. "TV Guide's second greatest or most influential show of all time"
63. ↑  ^ "National Women's Hall of Fame" （页面存档备份，存于）. Great Women Organization. 摘自于 2012-04-14. "Ball inducted into the National Women's Hall of Fame"
64. ↑  "TV Land loves Lucy" （页面存档备份，存于）. Los Angeles Times. April 15, 2007. 摘自于 2007-05-10.
65. ↑  ^ Nancy Blair (August 6, 2011). "Google Doodle pays charming tribute to Lucille Ball on her 100th" （页面存档备份，存于）. USA Today. 摘自于 2012-04-14.
66. ↑  .   [2012-04-14]. （原始内容存档于2020-09-19）.
67. ↑  .   [2012-04-14]. （原始内容存档于2021-01-16）.

## 外部連結
- 官方网站
- 互聯網百老匯資料庫（IBDB）上露西尔·鲍尔的資料（英文）
- 露西尔·鲍尔在互联网电影资料库（IMDb）上的資料（英文）
- 在AllMovie上露西尔·鲍尔的頁面（英文）